# Графитне бомбе
Графитна бомба (позната и као замрачујућа бомба (енгл. Blackout Bomb)) је несмртоносно оружје које се употребљава за онеспособљавање противничког електро-енергетског система.
Графитна бомба БЛУ-114/Б је једна од ретких касетних бомби која је изузета из конвенције о забрани касетне муниције. Као што се зна конвенција је донета због великог страдања цивила од касетних бомби, док ова бомба није опасна по људски живот, али може велику штету да нанесе електо постројењима зашта је и намењена.
Графитна бомба функционише тако што изнад електричних водова распршује облак изузетно финих графитних влакана који у додиру са напонским кабловима изазивају кратак спој и прекид у снабдевању електричном енергијом. Она не уништава електро-инсталације, већ само привремено онеспособљава напајање електричном енергијом због чега је иделна за ваздушне операције након којих следи копнена кампања зато што ослобађа окупационе снаге сложених радова на реконструкцији електро-енергетског система.
Графитне бомбе производе дејство само на напонским кабловима који немају изолацију.
Овде треба поменути да касетне бомбице БЛУ-114/Б су смештене у касетне диспензере СУУ-65/Б или СУУ-66/Б, и они их разбацују изнад дистрибутивних постројења система напајања. Након избацивања малих касетних БЛУ-114/Б из контејнера, где падају до одређене висине где одрађује упаљач са малим експлозивним набојем, таман толиким само да отвори кошуљицу или оплату мале касетне бомбице и онда из ње испадају калемови од којих се фрагменти таквих нити при контакту са елементима напајања струјом узрокују вишеструке кратке спојеве у мрежи. Ако су такви објекти или уређаји високог напона, кратки спојеви могу довести до стварања електричног (куршлуса) прекида напајања, узрокујући значајну штету на опреми и стварајући пожаре, пожари такође могу започети и због прегревања опреме или проводника. Након употребе таквих бомби потребно је посебно чишћење територије, јер се у супротном влакна могу поново подићи услед ветра и донети у енергетске објекте.
Овде још треба поменути да системи који имају графитне бомбе су: ЦБУ-94/Б; ЦБУ-102/Б; ЦБУ-116/Б ЦБУ-118/Б; АГМ-154А; "Кит-2" томахавк и други.

## Опис
БЛУ-114/Б је специјална муниција за напад на електроенергетску инфраструктуру. Иако се о овом високо класификованом оружју зна врло мало, он наводно функционише тако што распршује велики број муниције која заузврат расипа велики број хемијски третираних карбонских графитних филамената који краткорочно избацују из употребе опрему за дистрибуцију електричне енергије као што су трансформатори и комутационе станице. Оружје се понекад назива и "меком бомбом", јер су његови ефекти углавном ограничени на циљано постројење са електричном енергијом, уз минималан ризик колатералне штете.
Свака мала бомба-касета БЛУ-114/Б снабдевена је сопственим темпирним упаљачем са сатним механизмом који након изабраног времена активирања одбрављује "поклопац" на челу касете. Снажна спирална конусна опруга потискује из касете калеме (којих има у свакој касети БЛУ-114/Б по 147 комада) са намотаним електропроводним влакнима.
Услед сила потисне опруге комбиноване са одговарајућом масом калема почиње размотавање електропроводних влакана и формирање фине мреже изнад високонапонских постројења или водова. У моменту пада влакана на елементе и водове под напоном, настају кратки спојеви између елемената различитих фаза или уземљења, што доводи до жарења-прегоревања и испарења метализираног слоја (графитног влакна и алуминијумског слоја) нити филамената. Од испарења се ствара јонизовани канал (а од великог броја влакана, јонизовани облак) који је способан да проводи струју. У том тренутку се кроз тај облак ствара снажан електрични удар и варничење, односно врши се електрично пражњење праћено интензивним светлосним бљеском. Трајање електричног пражњења условљено је реакцијом тростепених сигуносних система, који раздвајају изворе напајања (електрану) од преносне мреже. У овом моменту настају велики проблеми у самој електрани чији агрегати остају без радног оптерећења а постројење (турбине) још увек располажу са огромном енергијом коју треба брзо ослободити.
При дејству са овим касетним авио-бомбама, уочено је и следеће:
мањи део проводних влакана, пада на елементе постројења под напоном изазивајући кратке спојеве и аутоматско искључење електроенергетског система. Већи део влакана пада по елементима система који нису под напоном, а највећи део у виду делимично или потпуно неразвијених или не отворених касета- завршава на тлу испод или око постројења. За поновно укључење постројења у рад, неопходно је потпуно уклањање свих влакана са "нападнутог" постројења. Ту су стручњаци стекли драгоцена искуства за врло брзо и ефикасно
уклањање влакана.
Када није постигнут захтевани учинак паралисања електроенергетског система помоћу "графитних" авио-бомби, примењена је друга фаза - физичко разарање и уништавање система трафо станица и преносних далековода, употребом вођених авио-бомби разорног и запаљивог дејства.

## Коришћење ЦБУ-94 или ЦБУ-102 у конфликтима
1990-1991: У Ираку и Кувајту су САД и њени савезници бацили 61.000 контејнера авио касетних бомби, који садрже око 20 милиона бомбица. У овом рату није употребљена баш ова бомба, али је први пут у историји неког конфликта употребљена касетна авио-бомби са графитно-карбонским влакнима у операцији "Пустињска олуја" ( Десерт стром) у нападу на ирачка електроенергетска постројења, Напад је извршен јануара 1991,године по ел. централи "Ал Рашид" (Ал Расхид) и енергетским постројењима у Беји, што је узроковало парализу готово комплетног електроенергетског система. Тада су се такозване меке бомбе расуле помоћу крстарећих ракета томахавк БГМ-109 ТЛАМ Д у чији се бојеви комплекс смешта 4 контејнера са 166 комада малих бомби. Тада су Ирачани користили привремено искључивање извора електричне струје из система снабдевања енергијом као мере заштите у периоду током кога је остала претња од употребе таквих пројектила.
1999: Југославију (коју су тада чиниле Србија са аутономном покрајином Косово и Црна Гора) су НАТО снаге САД, Уједињеног Краљевства и Холандије бациле 1.765 контејнера са 295.000 бомбица, од којих се процењује да 33 хиљаде није експлодирало и да заузимају површину од око 31 km². У овом рату је први пут употребљена касетна бомбица типа БЛУ-114/Б коју је користио борбени авион F-117 најтхок, у ноћи 2. маја 1999. у операцији Савезничка сила против Србије. Као резултат напада више од 70% земље је остало без осветљења, а касније је то опет коришћено и у ноћи 7. маја 1999. године. Међутим, захваљујући ефикасној реакцији служби за одржавање, снабдевање електричном енергијом је, у појединим деловима земље, успостављено за мање од 24 часа од тренутка напада. У даљем току операције Савезничка сила НАТО авијација је за напад на далеководе и трафо-станице користила конвенционална борбена средства која су изазивала трајна оштећења инсталација.
2003: У Авганистану су поново коришћени где су бачене неколико ЦБУ-94 где су танка влакна на далеководима оштетила трансформаторе и оштетиле електрану у Кабулу, изазивајући кратке спојеве приликом покушаја напајања напонским мрежама.